# Погосов Георгій Вадимович
Гео́ргій Вади́мович Пого́сов (14 липня 1960, Київ) — український фехтувальник, шабліст, олімпійський чемпіон.
Георгій Погосов тренувався в спортивному товаристві «Динамо» в Києві. Золоту олімпійську медаль та звання олімпійського чемпіона
він виборов на Олімпіаді в Барселоні у фехтуванні на шаблях, виступаючи у складі Об'єднаної команди на Олімпійських іграх 1992. На сеульській Олімпіаді, виступаючи за команду СРСР, він здобув срібні нагороди.